# Sphyrelaton

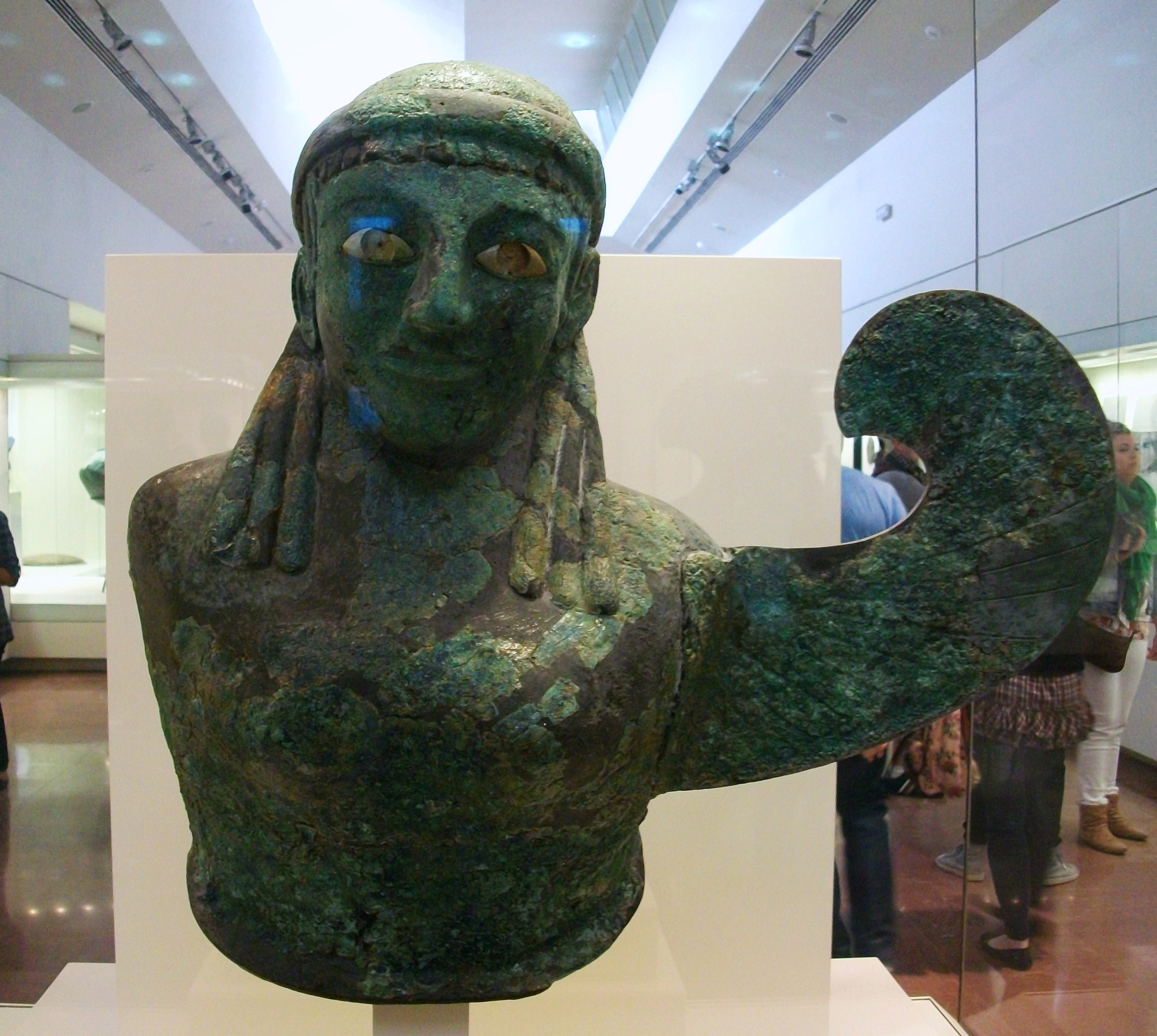
Un sphyrélaton de bronce, que representa a una figura alada femenina, 590-580 a. C., Museo Arqueológico de Olimpia.

Un sphyrélaton (en griego: σφυρήλατος, ον ‘trabajado con el martillo’, plural sphyrélata) era, en el mundo griego arcaico, un tipo de estatua votiva de discretas dimensiones que en general representaba una divinidad o un objeto de culto. Está presente a partir del año 660 a. C.

## Características
El sphyrélaton se obtenía martilleando una fina lámina de bronce, oro u otro metal alrededor de un núcleo de madera previamente tallada hasta tomar la forma deseada. La técnica parece ser de origen oriental, probablemente importado de los trabajadores del norte de Siria que llegaron a Grecia alrededor del siglo VII a. C.. A menudo en la Antigua Grecia el sphyrélaton (junto con muchos otros inventos, como el xóanon) se atribuía a la mítica figura de Dédalo; de hecho los testimonios más importantes de objetos votivos hechos con esta técnica provienen de excavaciones llevadas a cabo en la isla de Creta. 

## Evidencias arqueológicas
Las evidencias arqueológicas relacionadas con los sphyrélata son escasas. Este tipo de estatuas votivas, de hecho, eran producidas con materiales que son altamente perecederos y delicados. La realización técnica de las sphyrélata tampoco tuvo suerte en particular en el mundo antiguo y fue sustituido por completo con la llegada de la técnica del moldeo a la cera perdida a inicios del siglo VI a. C., que permitió alcanzar estándares superiores de calidad con menos esfuerzo. 
La prueba más importante viene de Creta. En el templo de Apolo Delfinio de Dreros se han encontrado tres estatuillas votivas en un excelente estado de conservación «en el primer estilo orientalizante de finales del siglo VII a. C.», la llamada Tríada de Dreros, actualmente conservada en el Museo Arqueológico de Heraclión. Dos de las tres sphyrélata se supone que representan a Artemisa y Leto, ya que llevan un polo, un vestido largo con adornos y un manto; además están en posiciones estáticas, mientras que la tercera se ha sugerido que representa a Apolo en  movimiento, y la posición del brazo del dios (inclinándose hacia adelante) sugiere que tenía un arco.

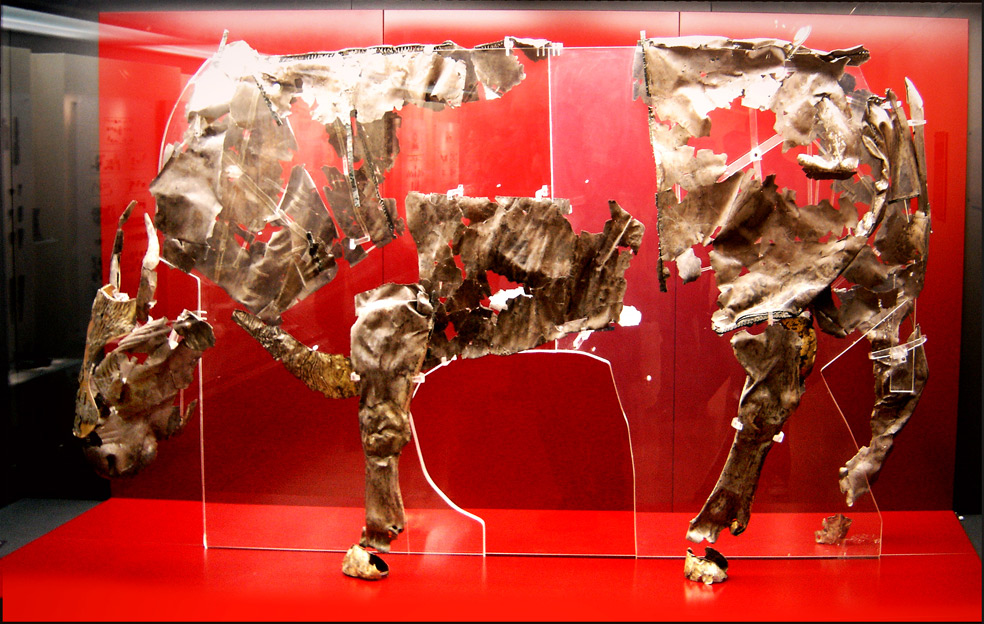
Toro de plata repujada, procedente de las fosas de la Era. Museo Arqueológico de Delfos.

El Museo Arqueológico de Olimpia conserva un raro ejemplo de figura femenina alada, una creación jónica, realizada con esta técnica. En Delfos, en las fosas de la Era (área circular llana ubicada delante del muro poligonal), Pierre Amandry descubrió un toro de plata, formado por más de sesenta placas de plata clavadas en tiras de cobre plateado, que estaban separadas de la estructura de madera por una fina capa de arcilla o piedra caliza. 